# Токарев, Александр Арефьевич
Александр Арефьевич Токарев (1894 — 1938) — советский государственный деятель, председатель Рубцовского окрисполкома (1927—1929).

## Биография
Родился в семье горнорабочего в Черемхово Иркутской губернии. Получил среднее образование. До 1922 г. работал по найму забойщиком на каменноугольных шахтах.
Член РКП(б) с 1918 г. Обучался на курсах марксизма-ленинизма (1929—1931).
- 1922 г. работал на «Сибзаводе»,
- 1923—1925 гг. — председатель уездного исполкома, член президиума губернской администрации,
- 1926—1929 гг. — заместитель председателя, председатель исполнительного комитета Рубцовского окружного Совета,
- 1928—1930 гг. — председатель Рубцовского городского совета,
- 1931—1932 гг. — председатель Омского городского совета. В этот период при содействии городского совета в городе был открыт ряд производств: мыловаренный и клееваренный заводы, несколько фабрик: колбасная, макаронная, обувная, ватная, швейная, по производству красок, овчинно-шубная, пимокатная, бондарная, литейная мастерская. Продолжалось строительство моста через р. Омь, обходной железной дороги, развитие электростанции. Был сдан в эксплуатацию обозостроительный завод,
- 1932 г. — направлен на работу в Новосибирск,
- 1936-1937 председатель Кемеровского горисполкома
- 1937 г. — председатель Исполнительного комитета Сталинского городского Совета (Западно-Сибирский край).

13 ноября 1937 г. арестован. Расстрелян 28.03.1938.
Дочь - Елена Александровна Мелешко.